# Orlando Verri
Orlando Verri (* 25. September 1923 in Buenos Aires; † 16. Mai 1999 in Posadas) war ein argentinischer Tangosänger.

## Leben
Verri lebte nach dem Militärputsch von 1930 bei einer Schwester seines Vaters, die mit dem Gitarristen Miguel Correa verheiratet war. Dieser erkannte seine musikalische Begabung und ließ ihn 1931 im Teatro París auftreten, wo er u. a. die Tangos Mandria und Noche de reyes sang. Danach nahm er Gesangsunterricht bei Cayetano Tomaselli, der auch seine Freunde Roberto Florio und Jorge Casal unterrichtete. Da er Geld verdienen musste, besuchte er keine weiterführende Schule, fuhr aber fort zu singen.
1937 trat er mit einer Gitarristengruppe bei Radio del Pueblo auf. Ende 1940 wurde er Sänger im Orchester José Nozzis, das auch Jazz und Pop spielte. Bei einem Auftritt im Teatro Smart hörte ihn Alberto Mastra und nahm ihn in seine Formation auf, zu der außerdem Eduardo Márquez und Beatriz Loana gehörten. Mit Mastra trat er im Hörfunk und im Teatro Apolo auf. Marsilio Robles empfahl ihn Aníbal Troilo, der einen Nachfolger für seinen Sänger Francisco Fiorentino suchte.
Ende 1944 gewann Verri einen Wettbewerb um einen Platz als Sänger in der Formation Osmar Madernas, der er fünf Jahre angehörte. Er trat mit Maderna im Hörfunk und bei Shows auf, nahm an Tourneen teil und sang bei Plattenaufnahmen. Seine Partner als Sänger waren zunächst Luis Tolosa, später Pedro Dátila. In dieser Zeit bekam er eine Stelle als Verkäufer bei der Olivetti Typewriter Company. Auf diese Weise waren für ihn die nächtlichen Auftritte als Sänger nicht mehr möglich. Sein Freund Roberto Medina empfahl ihn daher Julio De Caro für Plattenaufnahmen. Diese Zusammenarbeit währte zwei Jahre. 
Indessen war Verri als Verkäufer zur Firma Siam-Di Tella gewechselt. Nach dem Tod Madernas wurde er Mitglied des Orquesta Símbolo, bis ihn seine Firma als Verkaufsberater nach Posadas schickte. Er arbeitete auch weiterhin als professioneller Sänger mit Auftritten im Hörfunk und Fernsehen, produzierte ein eigenes Radioprogramm und engagierte sich ehrenamtlich im sozialen Bereich.